# Grantilla
Grantilla is een geslacht van sponsdieren uit de klasse van de Calcarea (kalksponzen).

## Soort
- Grantilla quadriradiata Row, 1909